# Gallaudet DB-1
El Gallaudet DB-1 fue un prototipo de bombardero diurno estadounidense diseñado durante la Primera Guerra Mundial. 

## Diseño y desarrollo
Fueron construidos dos prototipos del avión; sin embargo, las pruebas revelaron problemas de control de vuelo y serios problemas estructurales en las alas. El avión fue conocido por ser extremadamente pesado, llegando a más de una tonelada por encima de lo diseñado. El avión nunca voló. El Museo Nacional de la Fuerza Aérea de los Estados Unidos afirma que "el DB-1, aunque infructuoso, era bastante avanzado para su época". El primer prototipo DB-1 (matrícula AS.64238) fue entregado al Ejército el 5 de diciembre de 1921. En las pruebas realizadas en tierra se produjeron deformaciones en el recubrimiento de duraluminio de las alas, por lo que solo se usó en pruebas estáticas.
El segundo prototipo (DB-1B, matrícula AS.64239) se aligeró mediante la reconstrucción del fuselaje con tubos soldados y el recubrimiento con tela de la parte trasera del mismo y de las superficies de control, en lugar de metal. Este avión voló finalmente el 1 de agosto de 1923, pero surgieron más problemas y las pruebas de vuelo finalizaron en mayo de 1924. El proyecto acabó poco después.
El diseño era de un monoplano de ala baja cantilever y tren de aterrizaje convencional fijo, totalmente metálico (estaba influenciado por el exitoso Junkers F.13). Prometía una carga de 270 kg de bombas a una velocidad de hasta 232 km/h. Estaba propulsado por un solo motor Engineering Division W-1-A de 700 hp. La bodega de bombas se instaló entre las dos cabinas. El armamento consistía en una ametralladora Browning fija de tiro frontal a través del arco de la hélice, dos ametralladoras Lewis gemelas flexibles en la cabina trasera, y otra más de tiro ventral, también operada por el segundo tripulante (todas de 7,62 mm).

## Variantes
DB-1
Bombardero biplaza monoplano, uno construido.
DB-1B
Versión aligerada del DB-1, uno construido.

## Operadores
Estados Unidos
- Servicio Aéreo del Ejército de los Estados Unidos

## Especificaciones (DB-1B)
Referencia datos: Valka

### Características generales
- Tripulación: Dos (piloto y artillero)
- Longitud: 13 m (42,5 ft)
- Envergadura: 20,3 m (66,6 ft)
- Altura: 3,8 m (12,6 ft)
- Superficie alar: 63,6 m² (684,1 ft²)
- Peso vacío: 2295 kg (5058,2 lb)
- Peso cargado: 3901 kg (8597,8 lb)
- Planta motriz: 1× motor lineal V-12 refrigerado por agua Engineering Division W-1-A.
  - Potencia: 522 kW (720 HP; 710 CV)

### Rendimiento
- Velocidad nunca excedida (Vne): 204 km/h (127 MPH; 110 kt)
- Alcance: 8 horas (939 kg de combustible)
- Techo de vuelo: 4084 m (13 399 ft)
- Régimen de ascenso: 3,6 m/s (709 ft/min)

### Armamento
- Ametralladoras: 

  - 1 Browning de 7,62 mm fija de tiro frontal
  - 2 Lewis de 7,62 mm en soporte flexible en cabina dorsal
  - 1 Lewis de 7,62 mm flexible en posición ventral
- Bombas: 

  - Hasta 270 kg en bodega interna

## Aeronaves relacionadas

### Secuencias de designación
- Secuencia DB-_ (Bombarderos Diurnos del USAAS, 1919-1924): DB-1